# Brading
Brading est une ville de l'est de l'île de Wight en l'Angleterre.
Sa population était de 2 077 habitants en 1991.